# Dendostrea
Genre
Synonymes
- genre Dendostraea[2]
- genre Dendrostraea[2]
- genre Dendrostrea[2]
- sous-genre Ostrea (Dendostrea) Iredale, 1939[2]
- genre Pretostrea Iredale, 1939[2]

Dendostrea est un genre de mollusques bivalves de la famille des Ostreidae (les huîtres).

## Liste des espèces
Selon World Register of Marine Species (9 mai 2021) :
- Dendostrea cristata (Born, 1778)
- Dendostrea folium (Linnaeus, 1758)
- Dendostrea frons (Linnaeus, 1758)
- Dendostrea rosacea (Deshayes, 1836)
- Dendostrea sandvichensis (G. B. Sowerby II, 1871)
- Dendostrea senegalensis (Gmelin, 1791)
- Dendostrea trapezina (Lamarck, 1819)

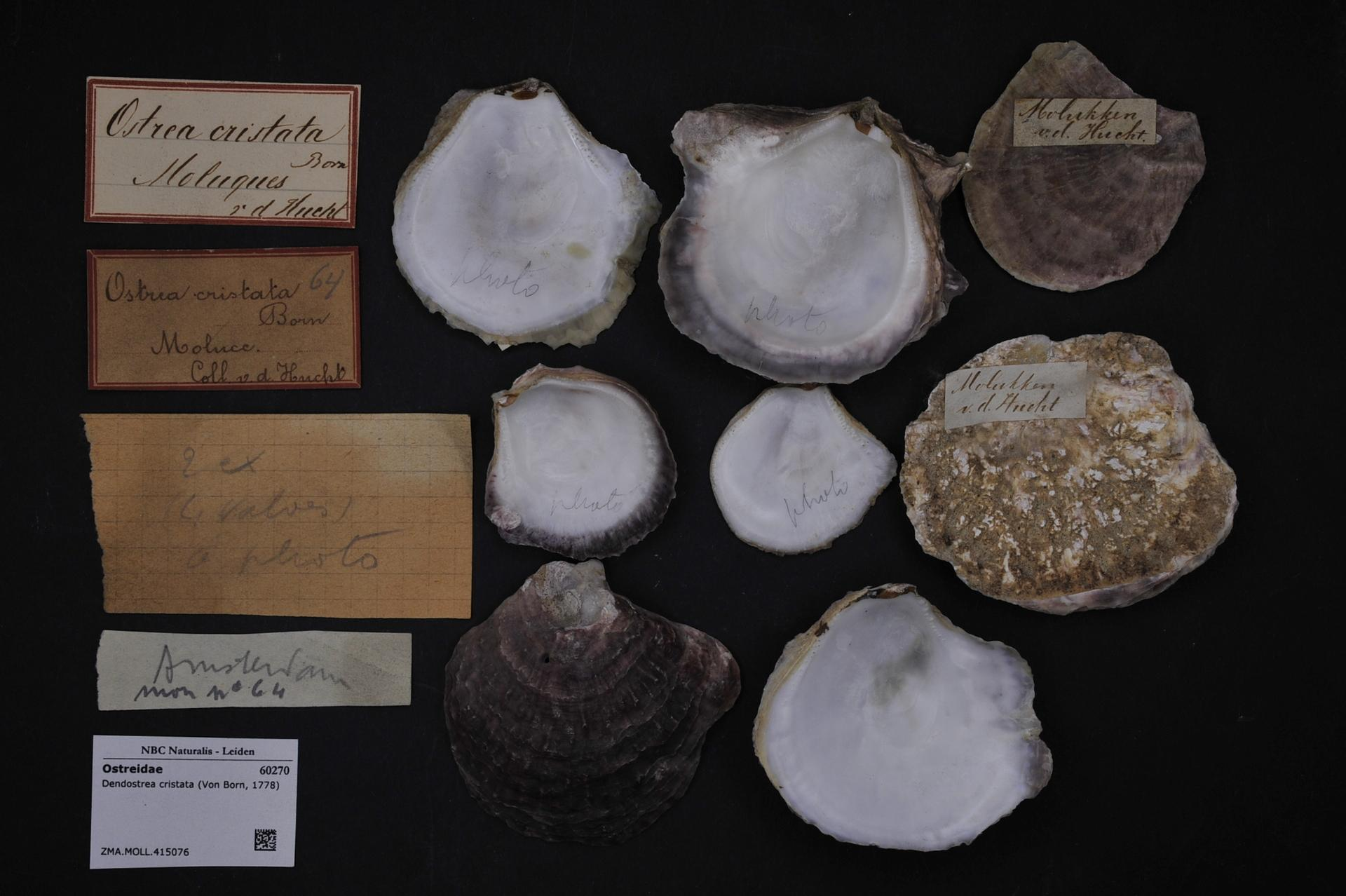
Dendostrea cristata.
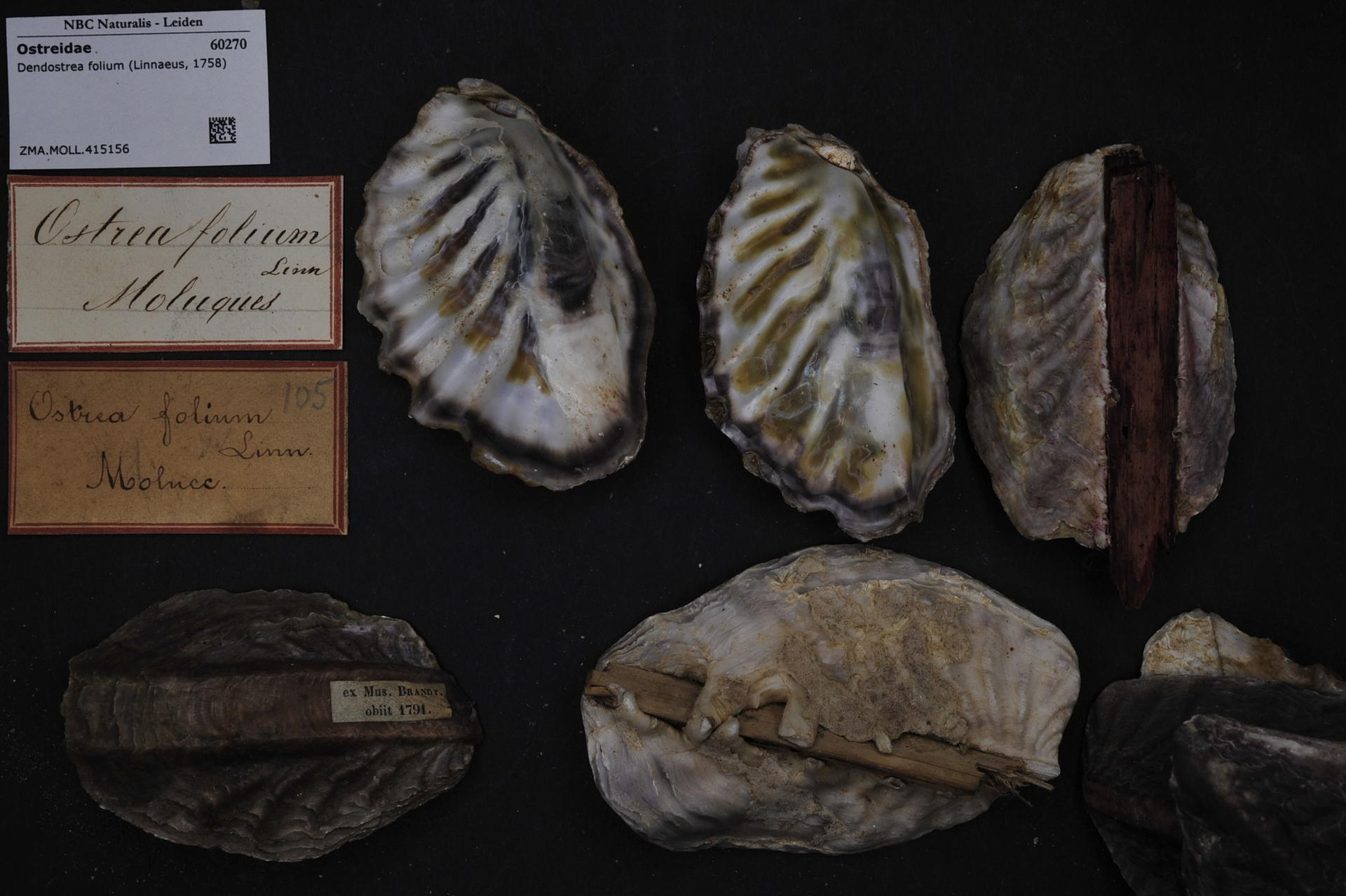
Dendostrea folium.
Dendostrea frons.
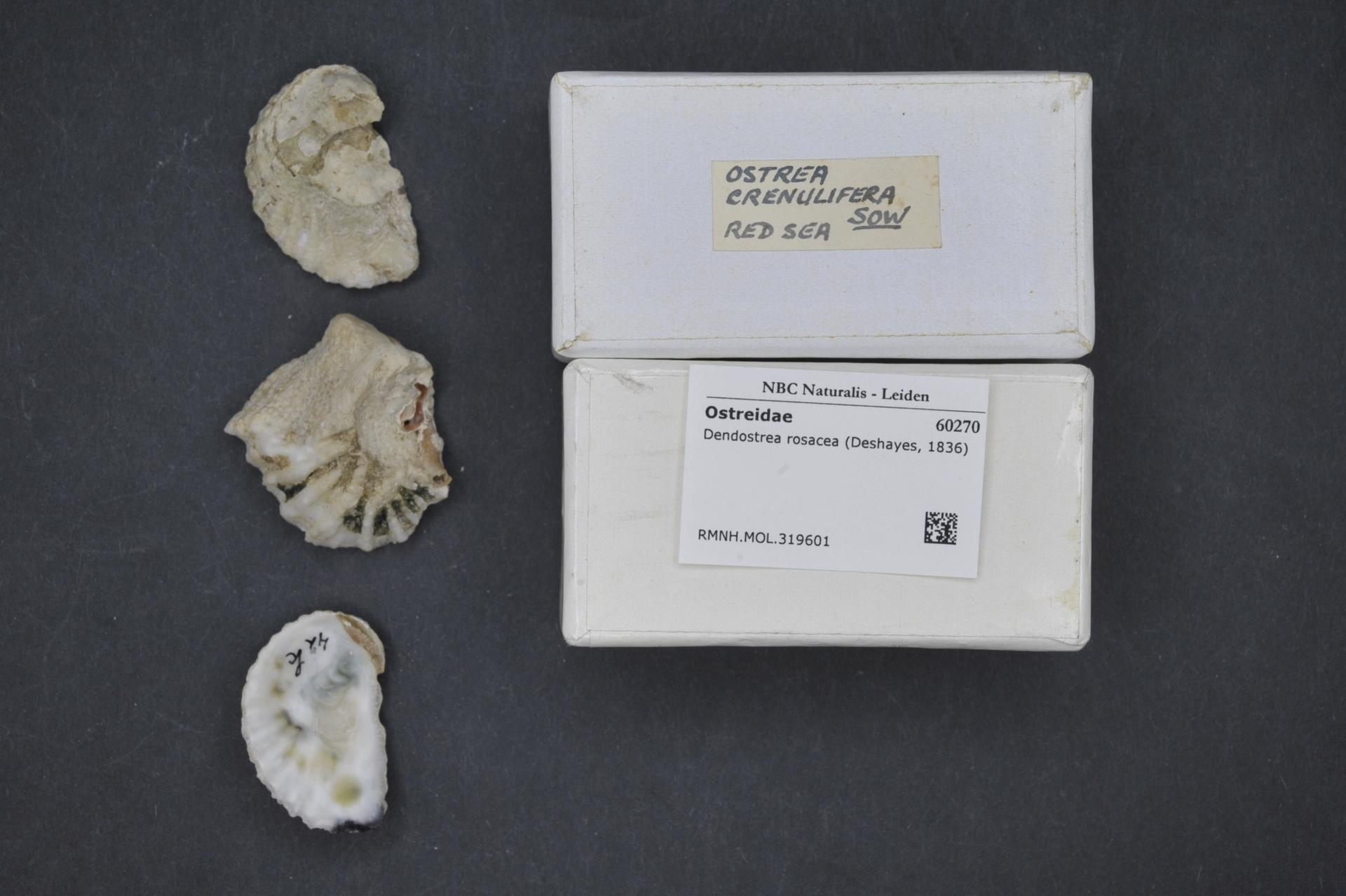
Dendostrea rosacea.
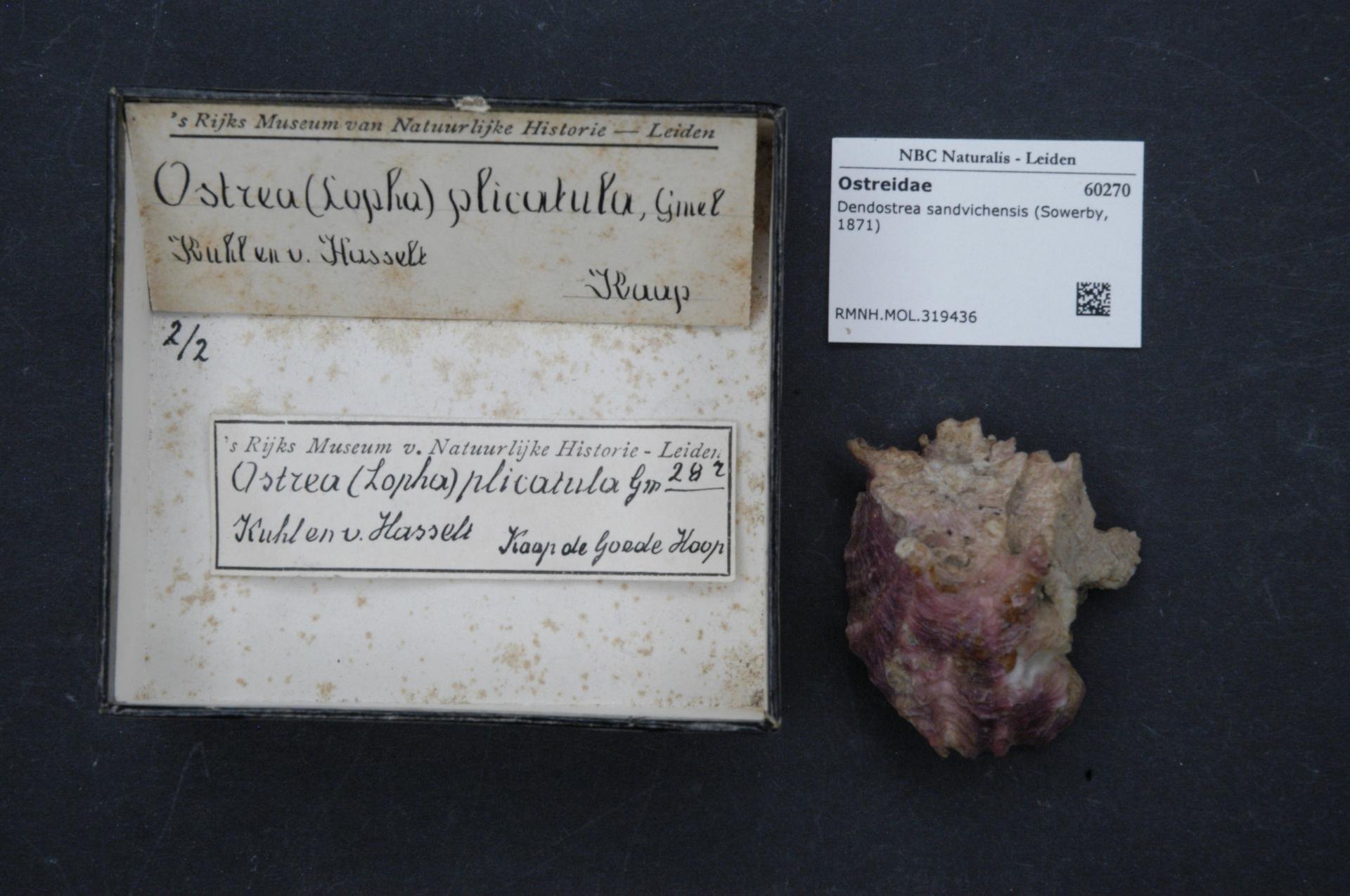
Dendostrea sandvichensis.
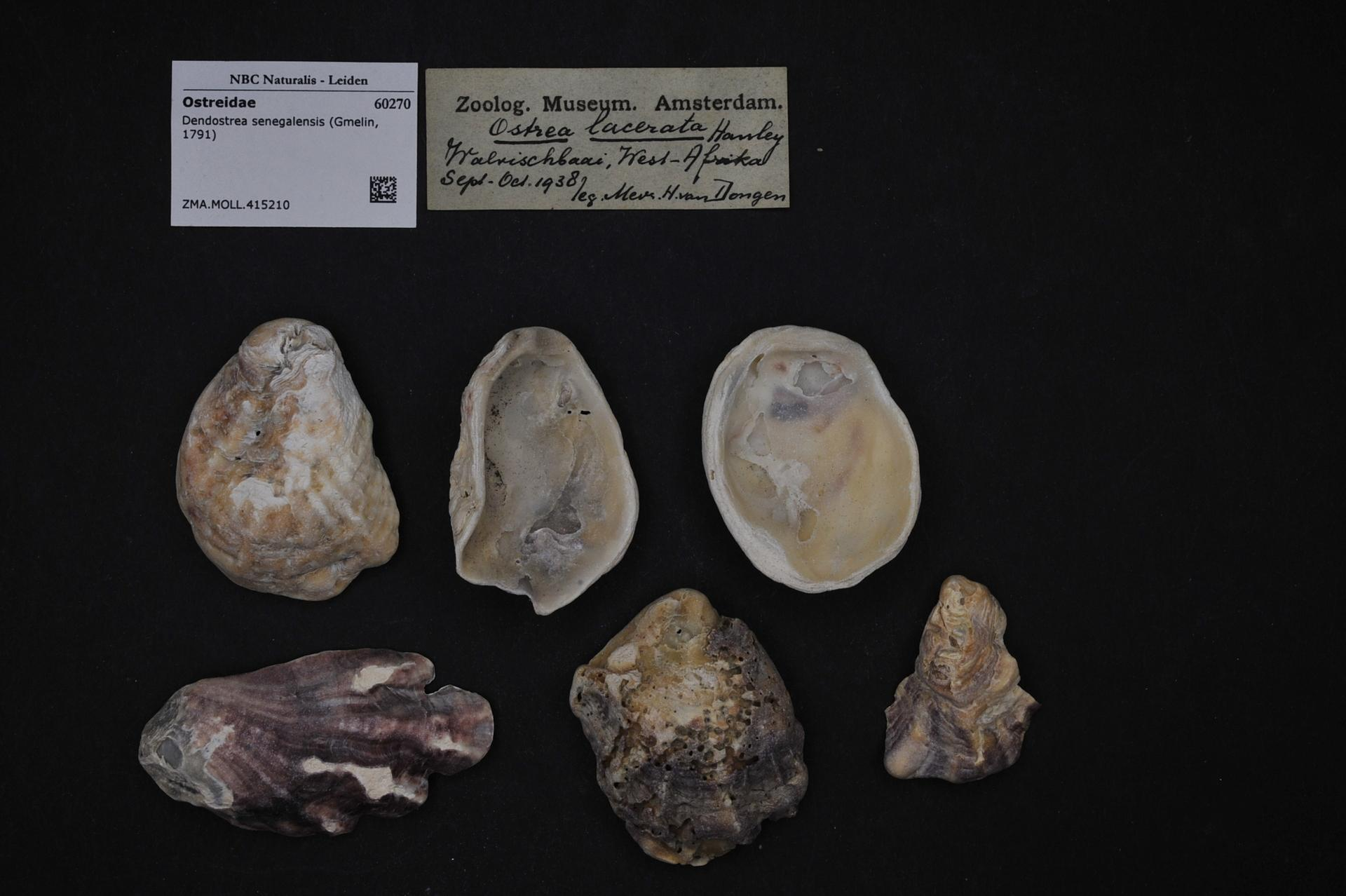
Dendostrea senegalensis.

## Publication originale
- (en) William Swainson, The elements of modern conchology : Briefly and Plainly Stated, for the Use of Students and Travellers, Londres, Baldwin & Cradock, 1835, 62 p. (lire en ligne), p. 39.